# Жилищно-эксплуатационная контора
Жилищно-эксплуатационная контора (ЖЭК) — предприятие жилищно-коммунального хозяйства (ЖКХ), существовавшее в Советском Союзе, а затем в Российской Федерации и Республике Беларусь, с 1959 года по 2005 год, управлявшееся районным жилищным управлением, органами местного самоуправления. 
В разных населённых пунктах также имел названия: жилищно-эксплуатационная служба (ЖЭС), жилищно-эксплуатационное управление (ЖЭУ), ремонтно-эксплуатационное управление (РЭУ), ремонтно-эксплуатационное предприятие (РЭП). Образован для обслуживания серии типовых домов государственного жилого фонда (жилфонд) СССР. Руководители вышеназванных организаций являлись ответственными за соблюдение правил паспортной системы в Советском Союзе. 
В разговорной речи использовались названия «управдом», «домоуправление», «домохозяйствование». В настоящее время, помимо основного значения, аббревиатура «ЖЭК» и производные от неё зачастую используются в разговорной речи для обозначения любых управляющих компаний (УК) в сфере ЖКХ на постсоветском пространстве.

## История
Единая система домоуправлений в городах СССР стала создаваться в соответствии с Постановлением ЦИК и СНК СССР от 17 октября 1937 года «О сохранении жилищного фонда и улучшении жилищного хозяйства в городах». Жилищно-эксплуатационные конторы (ЖЭК) были подразделениями районных жилищных управлений.

## Реорганизация
С конца 1980-х годов в Москве ЖЭКи стали реорганизовываться и переименовываться в ДЭЗы — «Дирекция по эксплуатации зданий».
В 1992 году государственный жилищный фонд СССР граждане начали приватизировать в частную собственность. При этом территориальные органы ЖКХ не прекратили своё существование, районные жилищные управления были реорганизованы в департаменты ЖКХ при местной администрации.
С 1996 года решением органов местного самоуправления в ряде регионов России были реорганизованы в «Дирекции единого заказчика» (ДЕЗ).

## Ликвидация
В декабре 2004 года государство приняло решение снять с себя ответственность за обслуживание и содержание жилого фонда. 22 декабря решение было одобрено Государственной думой России, 24 декабря Советом Федерации России, 29 декабря подписано президентом России.
1 марта 2005 года вступил в силу новый Жилищный кодекс России, предусматривающий реформу ЖКХ созданием товариществ собственников жилья (ТСЖ) с передачей жилого фонда частным Управляющим компаниям (УК) (см., например, статью 161 ЖК России, где говорится о способе управления многоквартирным домом).
Большая часть управляющих компаний создана бывшими руководителями городских, районных департаментов и управлений местной администрации, которые изменили правовой статус и название в ООО, ОАО, ЗАО, получив в собственность уже существующие административные территориальные здания, производственные и технические базы, диспетчерские пункты. Ряд управляющих компаний зарегистрировал свои частные компании под названиями ООО «Евро-ЖЭС», ООО «ЖЭК», ООО «Департамент ЖКХ» и так далее, но они уже не находятся в подчинении местных муниципалитетов.
В ряде населённых пунктов здания ЖЭКа имели отдельные одно-, двух- и трёхэтажные здания.  Мастерские ремонтных служб базировались на цокольном этаже, а также за пределами здания в технических помещениях, нулёвках. Те, у которых пока не было собственного здания, располагались на первых этажах жилых многоквартирных домов.
В зданиях ЖЭК, начиная с Союза ССР и до 2004 года, дополнительно располагались:
- Паспортный стол — территориальный пункт паспортно-визовой службы, впоследствии переименованы в отделы ФМС;
- общественные приёмные народных депутатов (ликвидированы)
- пункты социального обеспечения (СОБЕС) (переименованы в отделы социального обеспечения администраций муниципальных образований)
- телефонные общественные пункты международной и местной связи, впоследствии отделения Ростелекома (ликвидированы)
- отделения почтовой связи Почта России (сохранены)
- фотоателье
- парикмахерская
- прачечная
- Территориальное общественное самоуправление (ТОС)

После 1991 года большая часть помещений сдаётся в аренду коммерческим организациям.

### Общественная и социальная деятельность
На ЖЭК была также возложена общественная и социальная деятельность, которая в СССР носила всеохватывающий и массовый характер. В зданиях располагались актовые залы для проведения общественной работы и собраний с активом уполномоченных (старший по дому, старший по подъезду, старший по этажу) из числа жильцов дома, назначенных для надзора за порядком и разъяснительной работы с жильцами. Дополнительно ЖЭКами устанавливались уличные доски «ДОСКА ПОЗОРА», где вывешивали на всеобщее обозрение фотографии пьяниц, хулиганов и дебоширов для общественного осуждения и становления граждан на путь исправления. Наглядно деятельность ЖЭКов показана в художественном фильме «Афоня». Общественная деятельность управдомов показана в художественном фильме «Бриллиантовая рука».
В конце 1991 года общественная деятельность ЖЭК была ликвидирована. Частично образованы Территориальные общественные самоуправления (ТОС), но они не носили уже всеохватывающего и массового характера общественной деятельности.